# Theuma tragardhi
Theuma tragardhi är en spindelart som beskrevs av Lawrence 1947. Theuma tragardhi ingår i släktet Theuma och familjen Prodidomidae. Inga underarter finns listade i Catalogue of Life.